# Roosboom
Roosboom este un oraș din provincia Kwazulu-Natal, Africa de Sud.